# Friedrich Wilhelm von Woedtke
Friedrich Wilhelm von Woedtke (* 1736; † 31. Juli 1776 bei Lake George) war ein preußischer Offizier und General der Kontinentalarmee im Amerikanischen Unabhängigkeitskrieg.

## Leben
Er war der Sohn des Generals Georg Eggert von Woedtke (1698–1756) und der Johanna von Grapendorf († 1781).
Im Januar 1753 auf Drängen seines Vaters als Fähnrich in das Leibkürassier-Regiment übernommen. Er wurde Leutnant und 1758 König Friedrich II. de la Suite zugeordnet. 1762 wurde er Brigade-Major. Da er mehr Geld ausgab, als er besaß, sandte er 1770 mehrere Anfragen an den König, um eine Beförderung und mehr Geld zu erhalten. Er wurde vom König zurechtgewiesen, und er gelobte Besserung. 1771 bekam er Heimaturlaub, um nach einem Brandschaden auf dem Familiengut Zapplin nach dem Rechten zu sehen. Auf dem Rückweg machte er ohne Genehmigung in Posen Station, wo er die Tochter des Bankiers Siegmund Friedrich Goebel (* 1719; † 1776) heiraten wollte. Er beantragte daher eine Eheerlaubnis und eine Urlaubsverlängerung. Beide Anträge wurden abgelehnt. Als er zurückkehrte, wurde er verhaftet und in Arrest gesetzt. Ende Januar 1772 bat er um Vergebung für seine ungenehmigte Reise und um Entlassung aus dem Arrest; beides wurde abgewiesen. Im Frühjahr 1773 entwich er aus seinem Arrest. Sein Bruder Leopold Christian von Woedtke Hauptmann im Dragoner-Regiment Nr. 4, befürchtete, in Sippenhaft genommen zu werden, daher versicherte er dem König seine Loyalität, was dieser bestätigte. Friedrich Wilhelm von Woedtke wurde nun wegen Desertation gesucht. Sein Vermögen wurde eingezogen, was den Kaufmann Torchiana veranlasste, schnell einen Wechsel von Woedtke über 3600 Taler vorzulegen. Er wurde an die Justiz verwiesen. Woedtke war inzwischen in die Schweiz geflohen und schrieb im April 1774 einen Brief an den König, in dem er um Vergebung bat.
Auch sein Bruder Leopold Christian hatte Geldprobleme und wollte das Gut Zapplin verkaufen. Im Juni 1775 schrieb Friedrich Wilhelm erneut an den König dieses Mal aus Paris, er bat da um seinen Abschied.
Friedrich Wilhelm von Woedtke kam zu Beginn der Revolution in die amerikanischen Kolonien. Dort erhielt er ein Empfehlungsschreiben von Benjamin Franklin, welcher ihn wohl in Paris getroffen hatte. So ernannte ihn der Kongress am 16. März 1776 zum Brigade-General und er kam zur Nordarmee unter General Philip Schuyler in New York. Der General schickte ihn mit John Thomas nach Quebec, das seinerzeit von General Benedict Arnold belagert wurde. Er kommandierte dann die Nachhut beim Rückzug der Armee unter Arnold.
Nach dem erfolglosen Vorstoß der Amerikaner in das britische Canada war er mit General Schuyler und Horatio Gates in der Besprechung bei Fort Crown Point. Entgegen den Ratschlägen von 21 anderen Offiziere entschied man sich auf den Mount Independence zurückzuziehen.
Er war Erbherr auf Woedtke, Zirkwitz und Busslar. Er starb bereits kurz danach bei Lake George im Juli 1776. Dort wurde er mit allen Ehren begraben. Er scheint ein Alkoholiker gewesen zu sein.

## Bemerkung
1. ↑  Stammbaum Goebel
2. ↑  Das lehnte der König ab und forderte ihn auf, seine Finanzen in Ordnung zu bringen. Im Frühjahr 1782 kam es zu einer Untersuchung im Dragoner-Regiment Nr. 4. Gegen dessen Chef und zahlreiche Offiziere wurden Verfahren eröffnet. Wegen seiner Schulden musste Leopold Christian von Woedtke die Armee verlassen. Wegen seiner Schulden wurde sein Bildnis am 13. September 1782 in Landsberg an der Warthe an den Galgen geschlagen. Er floh und starb in der Türkei.
3. ↑  Benson John Lossing:  The pictorial field-book of the revolution. Band 2, S. 123. (Digitalisat)
4. ↑  James Wilkinson: Memoirs of my own times. Band 1, S. 52, (Digitalisat)
5. ↑  George Washington, Jared Sparks: The writings of George Washington. Band 4, S. 6.
6. ↑  Woedtke. In: Ludwig Wilhelm Brüggemann:  Ausführliche Beschreibung des gegenwärtigen Zustandes des Königl. Preußischen Herzogthums Vor- und Hinter-Pommern. S. 459. (Digitalisat)
7. ↑  James Wilkinson: Memoirs of my own times. Band 1, S. 53, S. 135.

| Personendaten    | Personendaten                                                                             |
| ---------------- | ----------------------------------------------------------------------------------------- |
| NAME             | Woedtke, Friedrich Wilhelm von                                                            |
| ALTERNATIVNAMEN  | Woedtke, Frederick William Baron de                                                       |
| KURZBESCHREIBUNG | preußischer Offizier, General der Kontinentalarmee im Amerikanischen Unabhängigkeitskrieg |
| GEBURTSDATUM     | 1736                                                                                      |
| STERBEDATUM      | 31. Juli 1776                                                                             |
| STERBEORT        | Lake George (New York)                                                                    |